# Комарин (смт)
Комари́н (біл. Камарын) — смт в Брагінському районі Гомельської області Білорусі. Селище розташоване на річці Дніпро. Населення становить 2,1 тисячі осіб. Відомий з XIV століття, як село в Речицькому повіті. У селищі працюють комбінат будматеріалів, лісгосп, відділення «Сільгосптехніка», є будинки культури, школярів, бібліотеки, лікарня, пошта. Планування квартальне, вулиці прямолінійні, забудова переважно дерев'яна садибного типу.

## Історія
Перша згадка про Комарин відноситься до періоду розпаду Київської Русі. У далекому минулому люди займалися розробками і сплавами лісу по Дніпру. Під час сплаву лісу потонув їх начальник, по імені Комарів і селище стало називатися Комарин, так як він був тут похований.
Перші поселенці були з кріпаків, що тікали від поміщиків на околиці Русі. Після Польсько-литовської унії у 1385 році, землі Комарина стали власністю польських панів Вишневецьких. У другій половині XVII століття Комарин перейшов у володіння панів Конецпольських.
XVII століття характерне визвольною війною білоруського народу за національну незалежність. Комарінщина була ареною численних битв з польськими військами. Мешканці Комарина і прилеглих сіл склали загін, який був поповнений козацьким полком під керівництвом Магери. На допомогу з України приходили козацькі загони Богдана Хмельницького. Багато жителів влилися у цей загін і на нашій території, завдали полякам тяжкої поразки. На боротьбу з повстанцями поляки кинули війська на чолі з Радзивіллами. Комарин знову перейшов до поляків. Влітку 1649 року Богдан Хмельницький направив десятитисячний загін Іллі Голоти, який знов відбив Комарин.
За часів кріпацтва населення Комарина і прилеглих сіл Пасики, Карлівка, Гденя, Іолчу, Людвінов тощо - були в кріпосницькій залежності від поміщика Рибнікова. Сам поміщик жив у маєтку в селі Верхні Жари. Важке життя примушувало селян піднімати повстання, вбивати панів.
Комарин знаходився у складі Іолчанскої волості з 1861 до 1924 року і називався містечком. Жителями Комарина були білоруси, євреї, переселенці з України. Жителі займалися в основному сільським господарством. До Жовтневої революції в Комарині була церква, побудована в 1911 році. Останнім священиком був Євген Сидоренко. Церква була закрита в 1935 році і в наш час[коли?] на цьому місці збудована пожежна частина.
У 1926 році був створений Комарінський район. В районі налічувалося п'ятнадцять сільських рад, з яких чотири були українськими, одна російська, а інші білоруські. В районі було 37 колгоспів і один лісгосп. У Комарині було дві вулиці: Першотравнева (нині Леніна) і Колгоспна.
Були: райком партії, райвиконком, готель, пошта, лікарня, електростанція, райпромкомбінат, радіовузол, райсоюз, райдорвідділ, хлібозавод, міліція, редакція газети «Калгасни сцяг» (після Другої Світової Війни називалася «За Радзіму»), був сінозавод, що постачав сіно для армії і вирощував худобу, колгосп «Серп і молот», клуб. Промисловості ніякої не було, населення займалося сільським господарством: сіяли жито, овес, картоплю, ячмінь, просо, гречку, коноплі. У 1927 році була побудована велика дерев'яна білоруська школа. У 1935 році була знову відкрита єврейська школа.
У роки Другої світової війни Комарин був першим населеним пунктом Білорусі, який було звільнено від німецьких окупантів.
Указом від 17 листопада 1959 року село Комарин було перетворено в селище міського типу .

## Інфраструктура
У Комарині знаходиться районна лікарня №2 на 30 ліжок. Працюють дитячий будинок культури, дитяча школа мистецтв, міська бібліотека, дитяча бібліотека. Є готель «Дніпро».

## Галерея

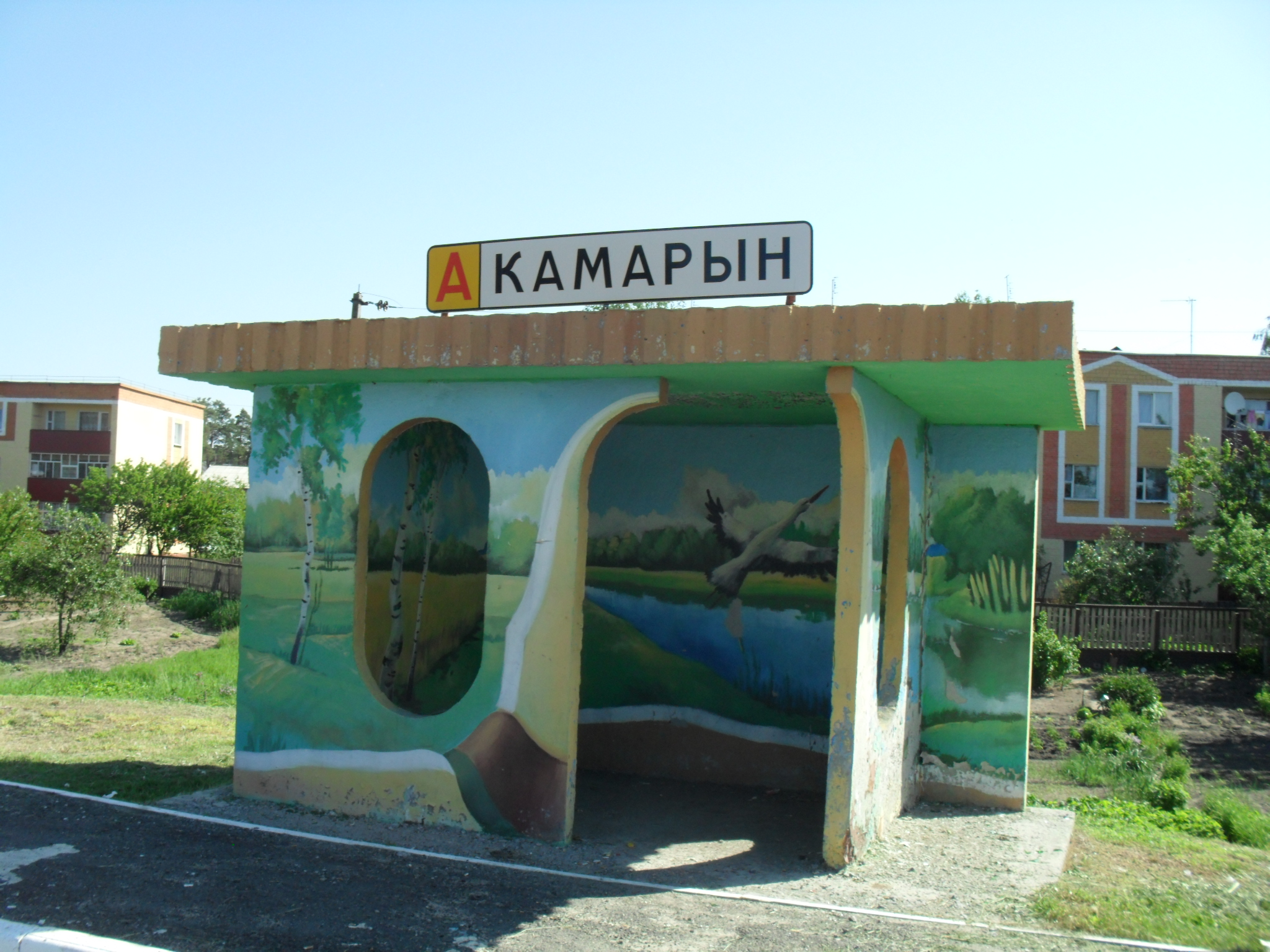
Автобусна зупинка "Комарин"
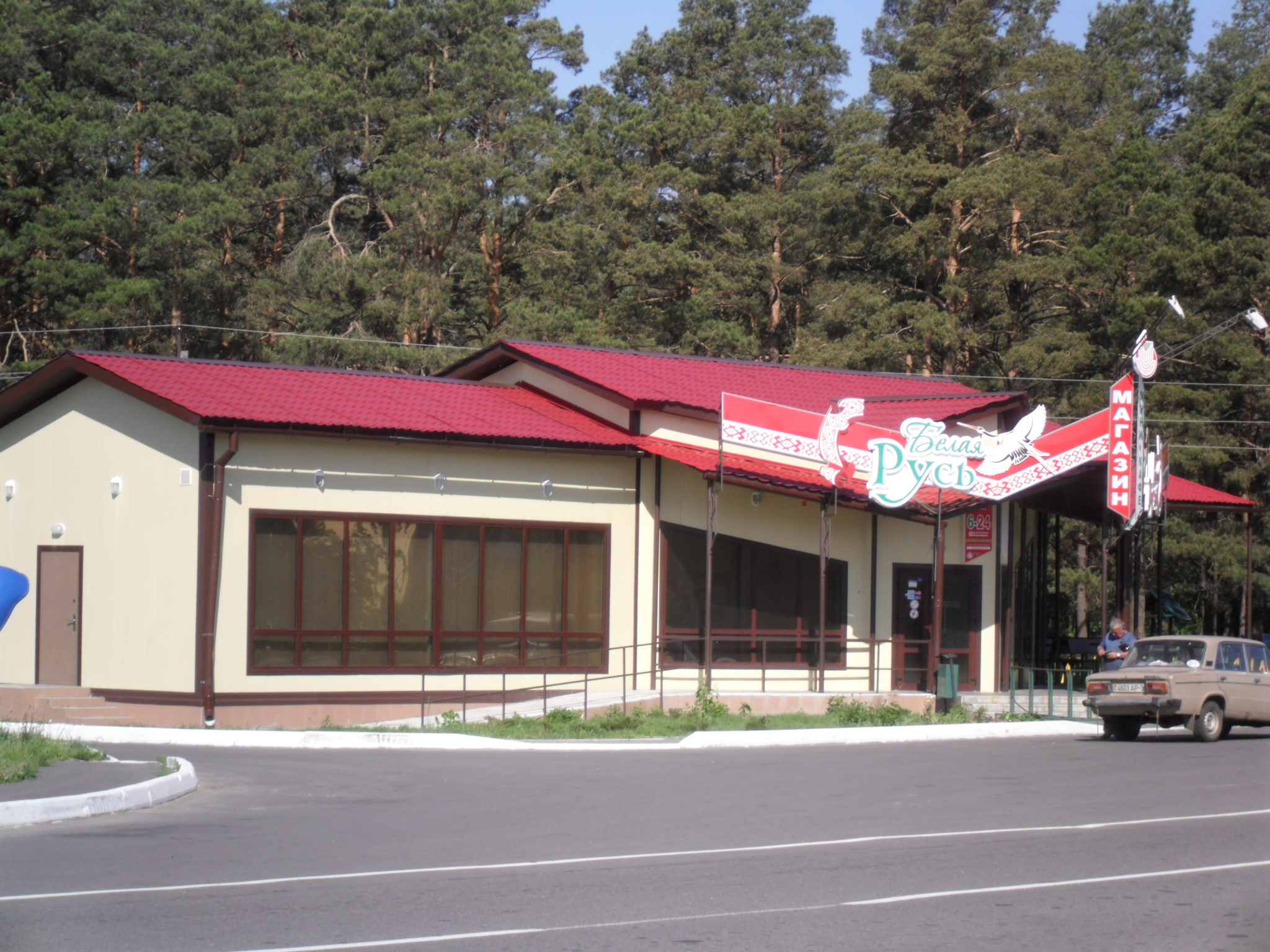
Кафе "Белая Русь"
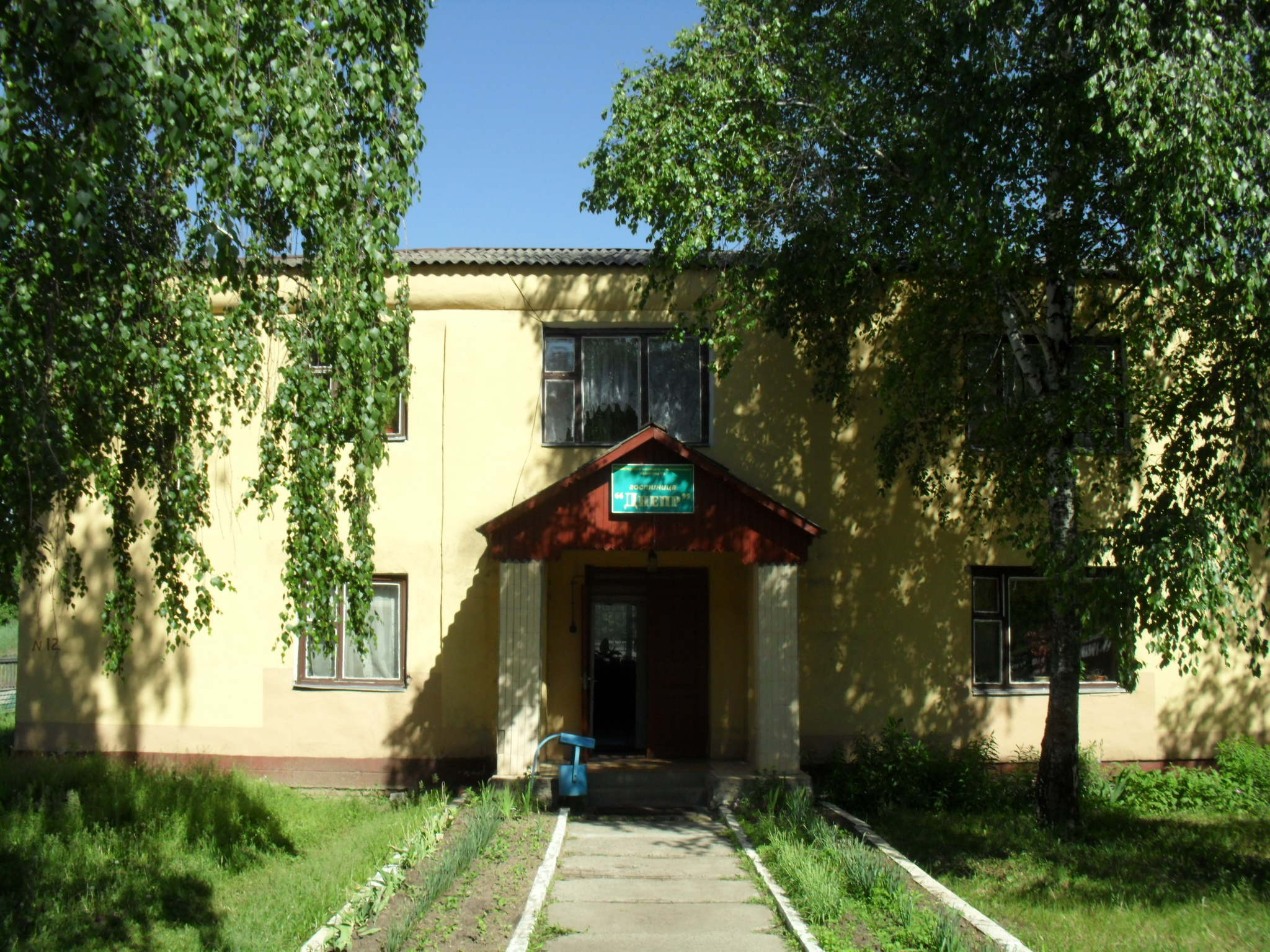
Готель "Дніпро"
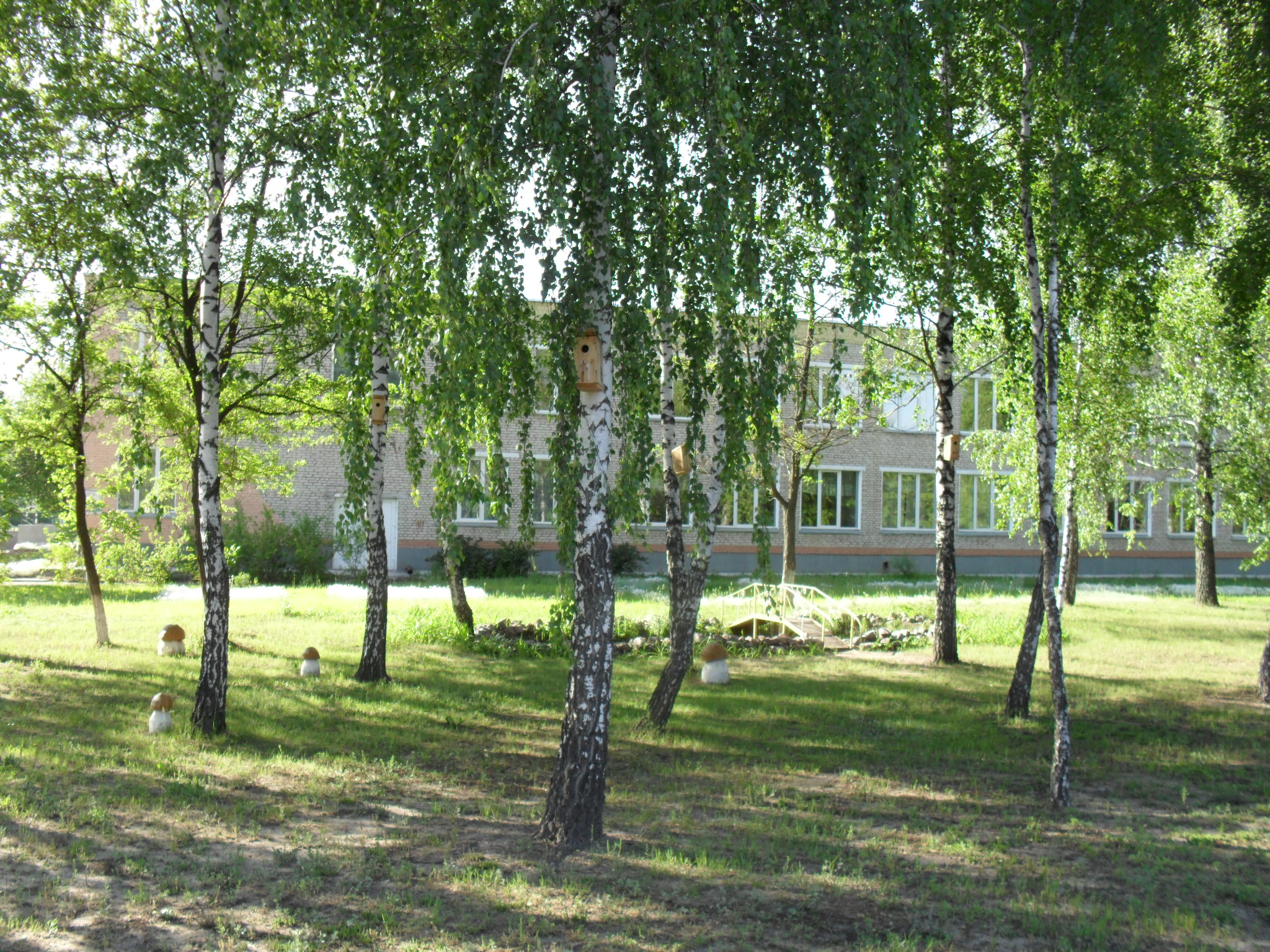
Комаринська ЗОШ
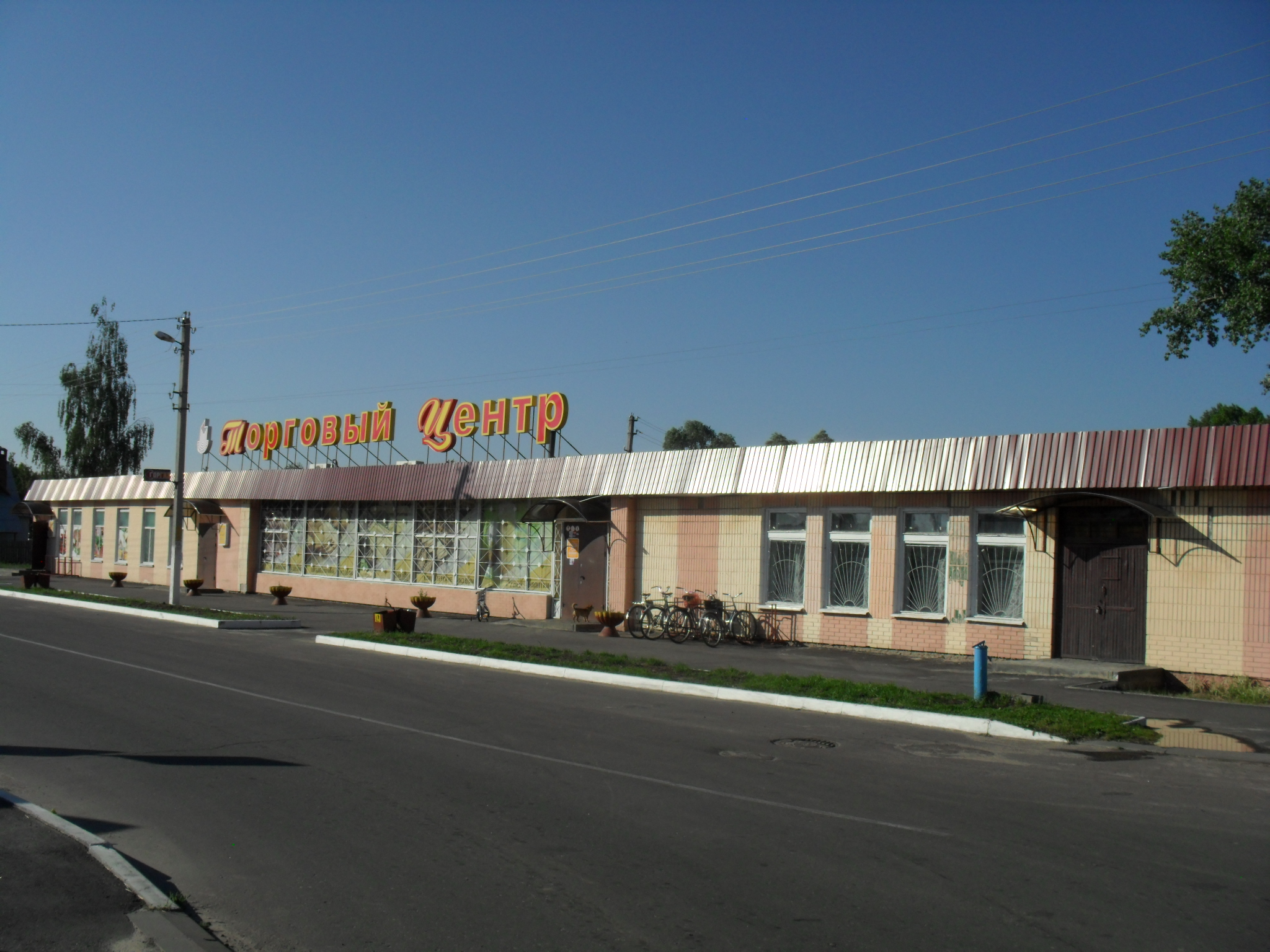
Торговельний центр
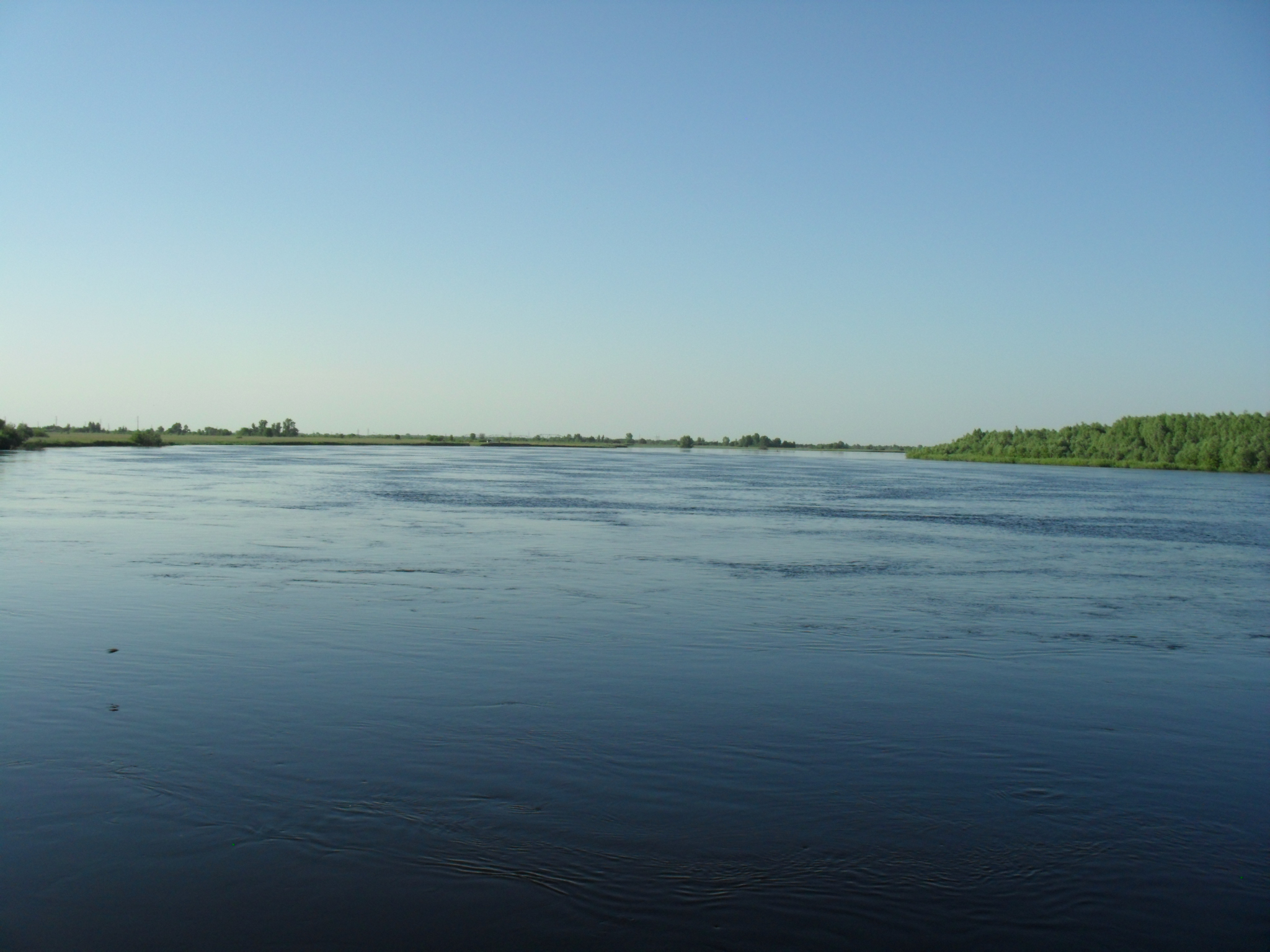
Річка Дніпро в районі селища
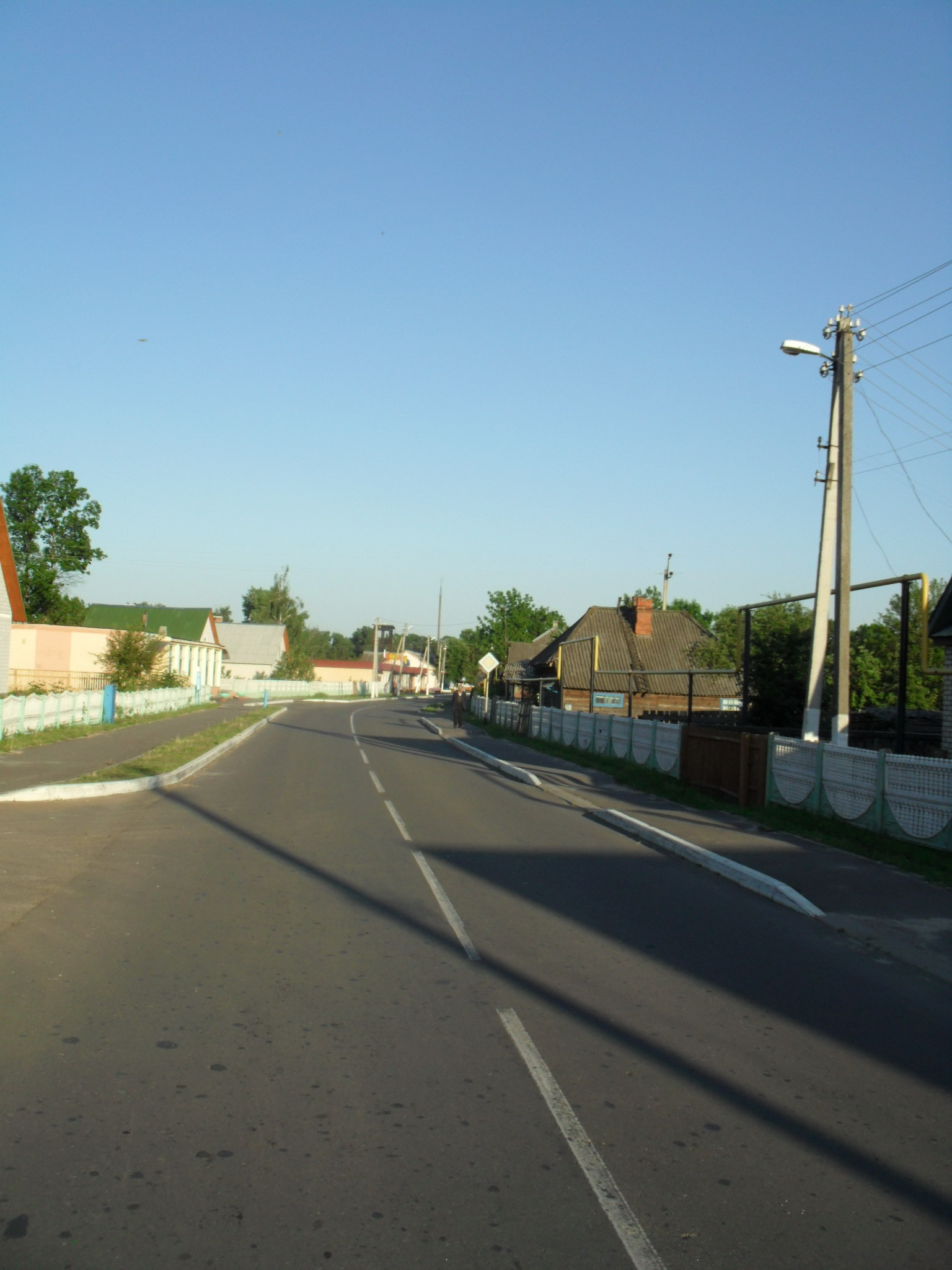
Одна з вулиць селища
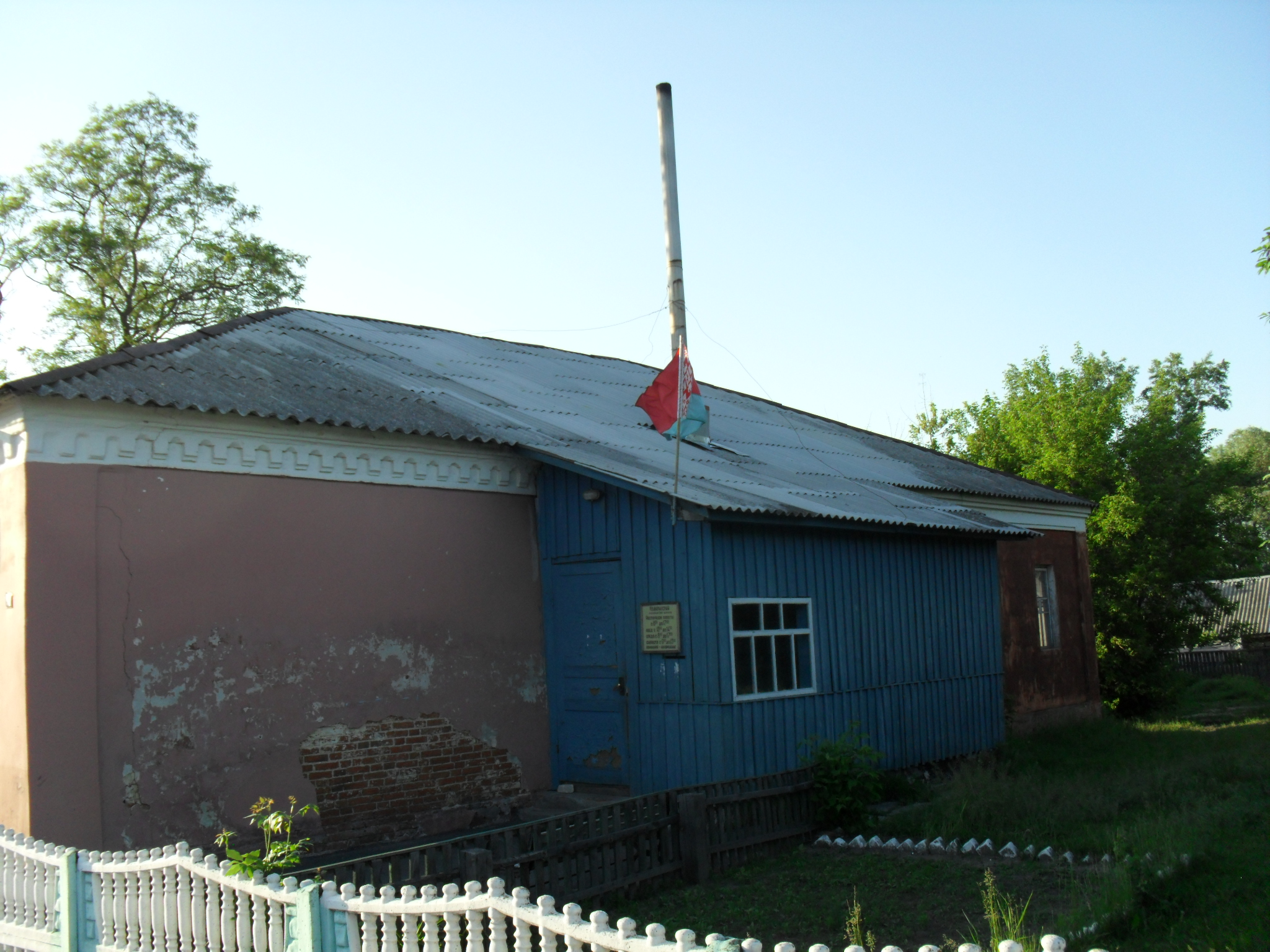
Селищна рада
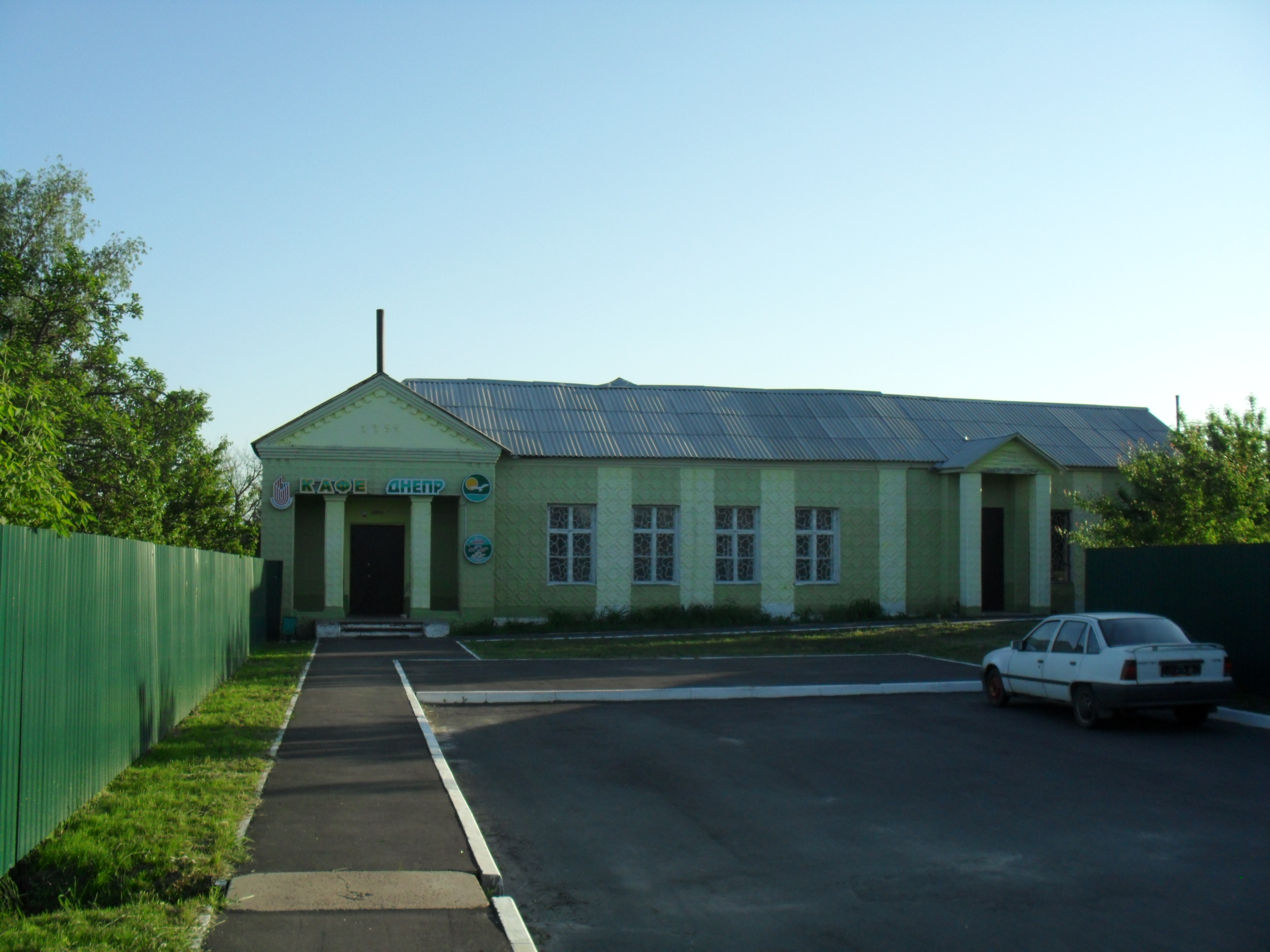
Кафе "Дніпро"
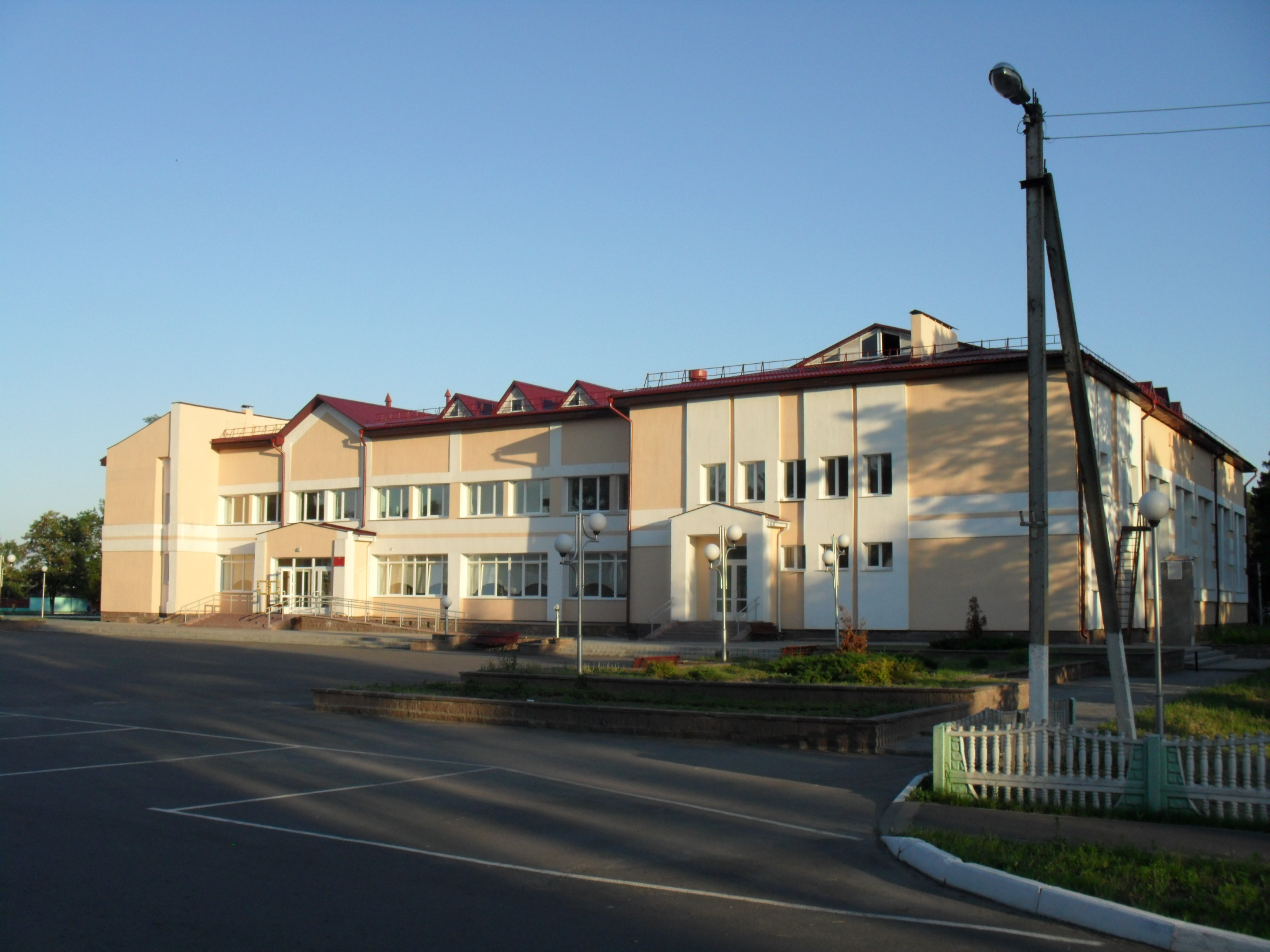
Будинок культури
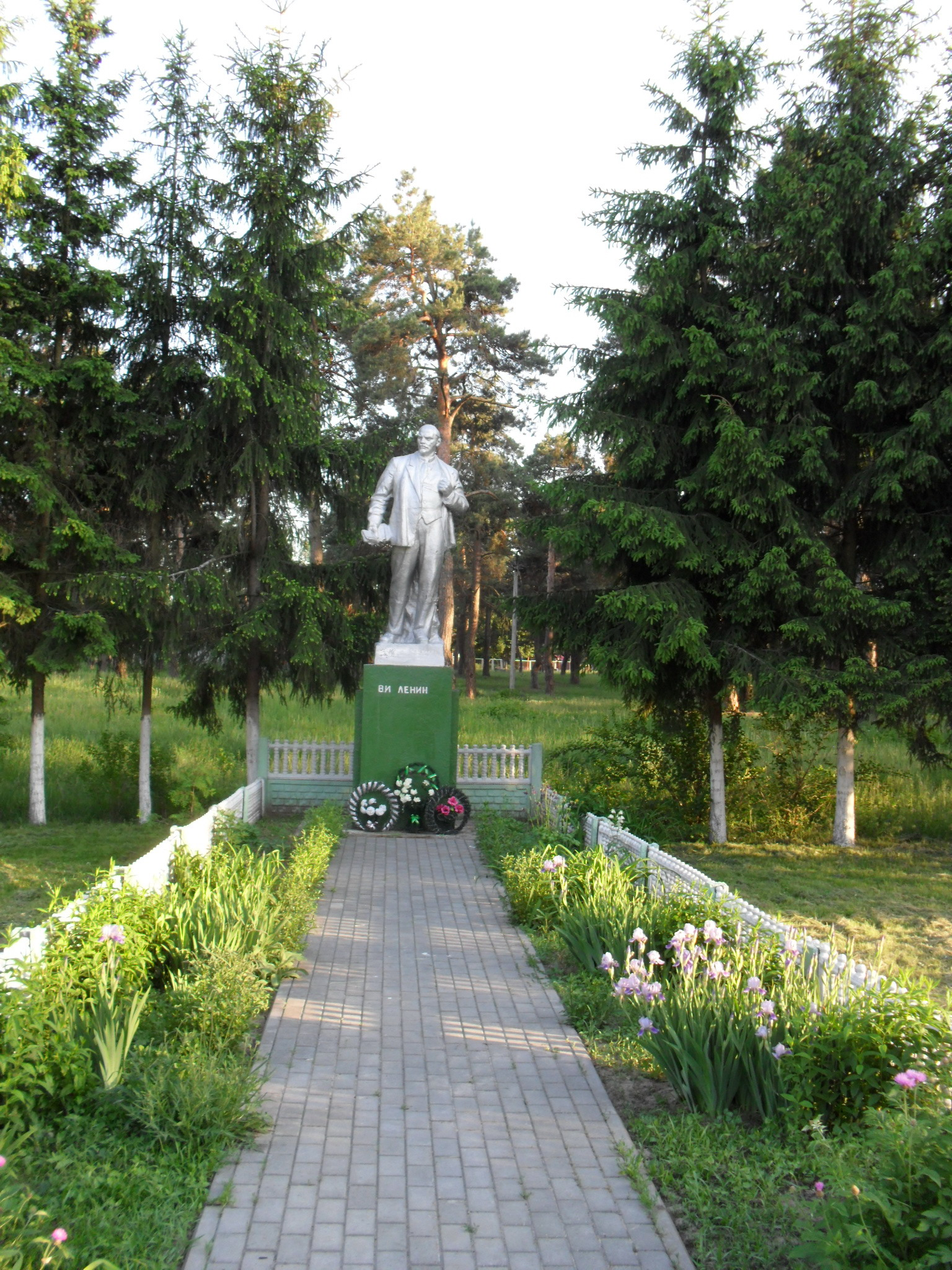
Пам'ятник В.І. Леніну
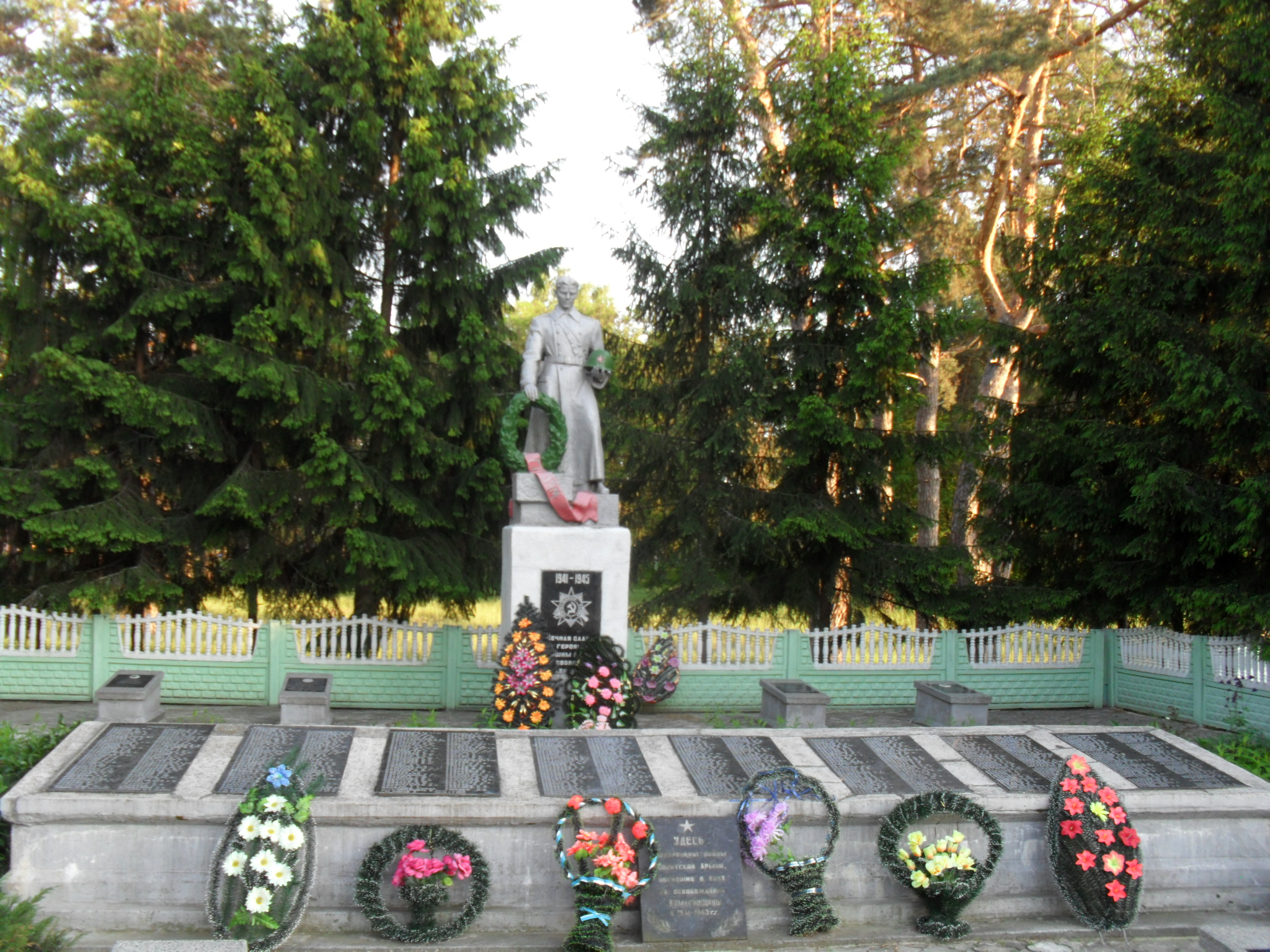
Братська могила
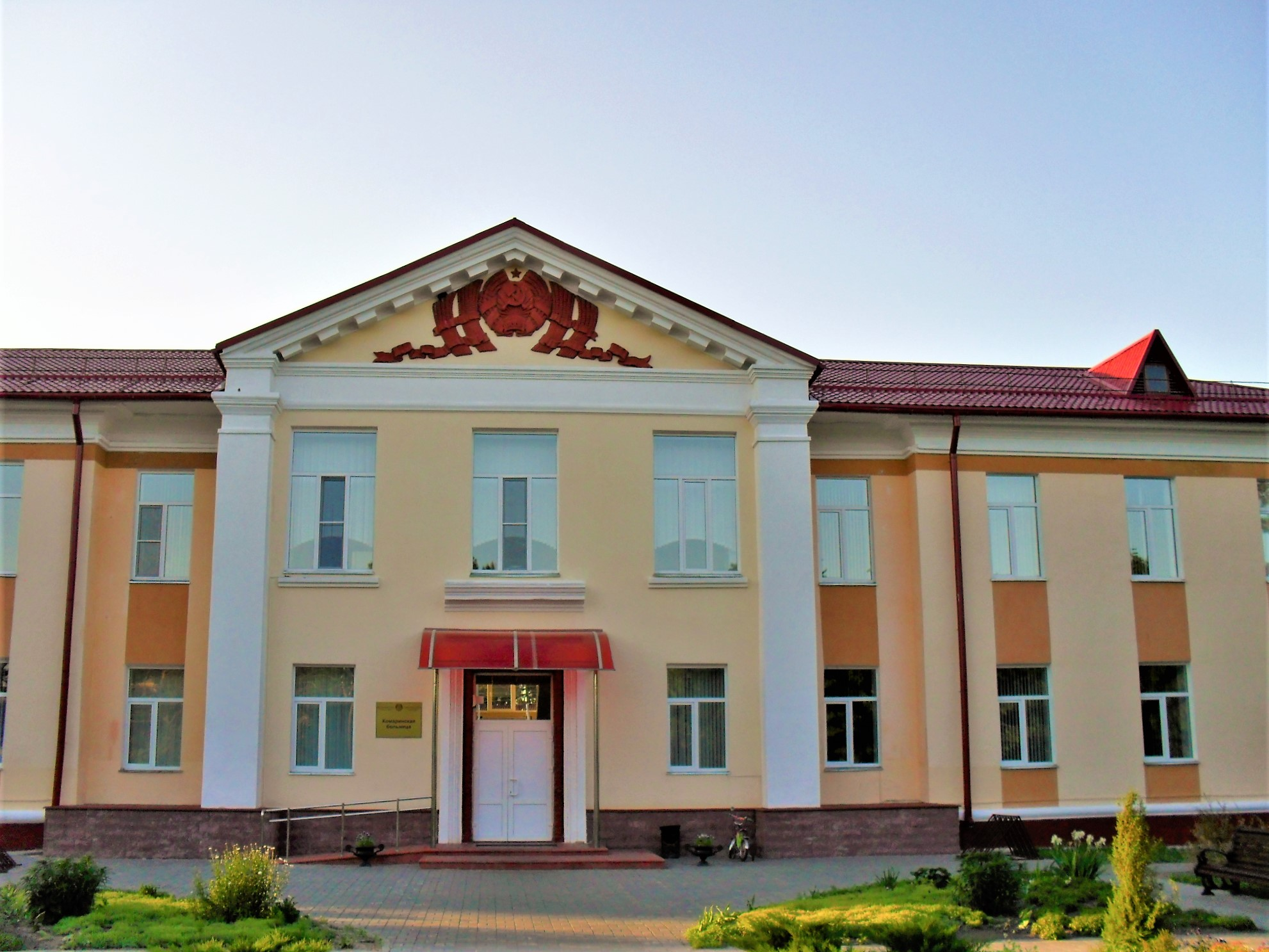
Лікарня
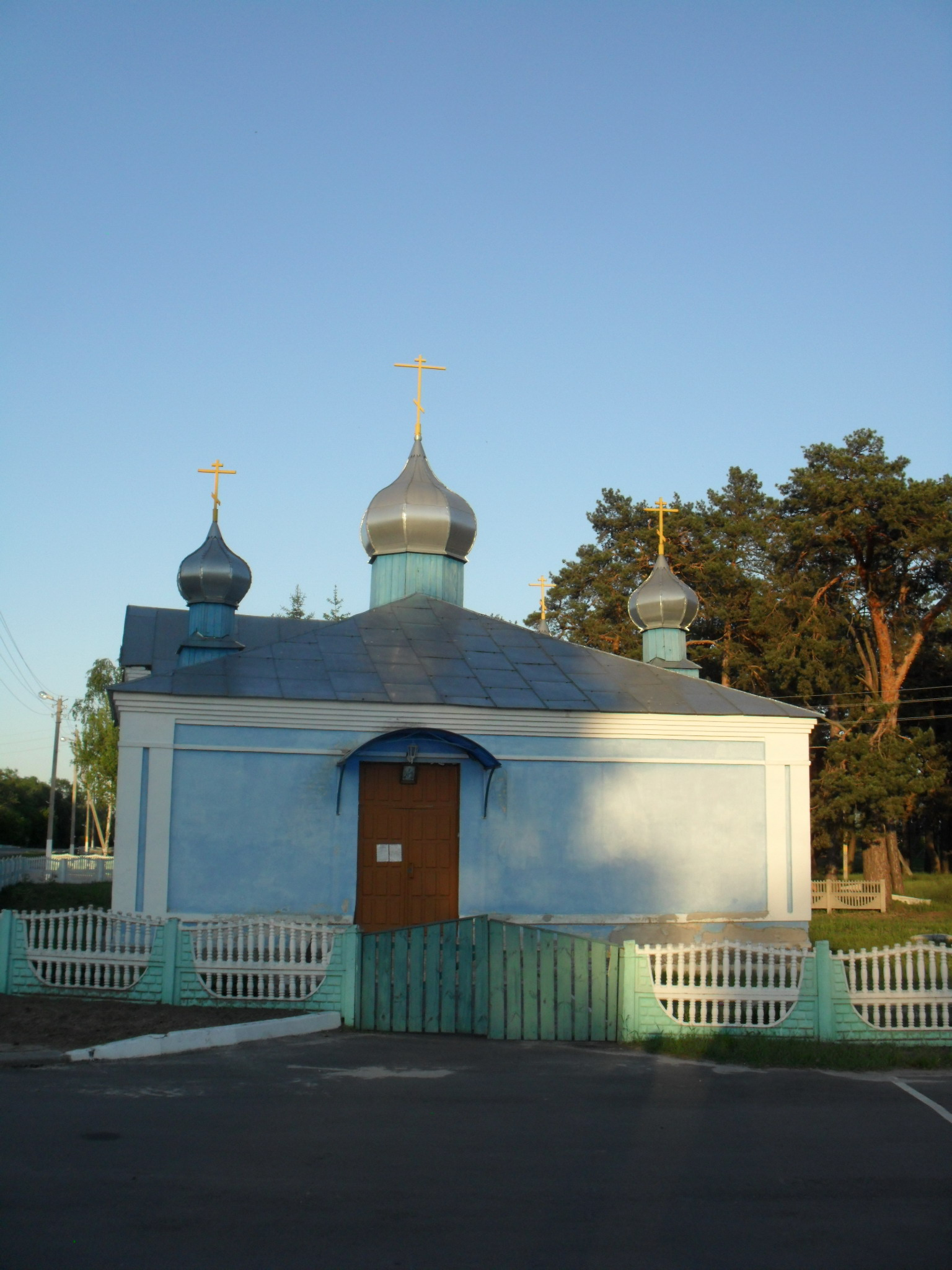
Церква

.